# Jim Freid
Jim Freid (Niederuzwil, 27 september 1994) is een Nederlands-Zwitsers voetballer die als doelman speelt.

## Carrière
Jim Freid speelde in de jeugd van de Zwitserse profclubs FC Wil en FC St. Gallen. In het seizoen 2012/13 speelde hij voor amateurclub FC Sirnach. Van 2013 tot januari 2016 was Freid reservekeeper van FC St. Gallen, en speelde er alleen voor het tweede elftal. In de winterstop van 2016 vertrok hij naar FC Wil, wat uitkomt op het tweede niveau van Zwitserland. Hier maakte hij zijn debuut op 21 mei 2016, in de met 1-3 gewonnen uitwedstrijd tegen FC Schaffhausen. Na twee seizoenen vertrok hij in 2018 naar de amateurclub FC Kreuzlingen, waar hij één seizoen speelde.

### Statistieken

#### Beloften
| Seizoen                   | Club             | Land            | Competitie            | Competitie | Competitie | Beker | Beker | Totaal | Totaal |
| Seizoen                   | Club             | Land            | Competitie            | Wed.       | Dlp.       | Wed.  | Dlp.  | Wed.   | Dlp.   |
| ------------------------- | ---------------- | --------------- | --------------------- | ---------- | ---------- | ----- | ----- | ------ | ------ |
| 2013/14                   | FC St. Gallen II | Zwitserland     | Promotion League      | 6          | 0          | –     | –     | 6      | 0      |
| 2014/15                   | FC St. Gallen II | Zwitserland     | Promotion League      | 16         | 0          | –     | –     | 16     | 0      |
| 2015/16                   | FC St. Gallen II | Zwitserland     | Promotion League      | 12         | 0          | –     | –     | 12     | 0      |
| 2015/16                   | FC Wil II        | Zwitserland     | 2. Liga Interregional | 4          | 0          | –     | –     | 4      | 0      |
| 2016/17                   | FC Wil II        | Zwitserland     | 2. Liga Interregional | 8          | 0          | –     | –     | 8      | 0      |
| 2017/18                   | FC Wil II        | Zwitserland     | 2. Liga Interregional | 9          | 0          | –     | –     | 9      | 0      |
| Totaal beloften           | Totaal beloften  | Totaal beloften | Totaal beloften       | 55         | 0          | 0     | 0     | 55     | 0      |
| Bijgewerkt op 6 juli 2019 |                  |                 |                       |            |            |       |       |        |        |

#### Senioren
| Seizoen                   | Club            | Land            | Competitie            | Competitie | Competitie | Beker | Beker | Totaal | Totaal |
| Seizoen                   | Club            | Land            | Competitie            | Wed.       | Dlp.       | Wed.  | Dlp.  | Wed.   | Dlp.   |
| ------------------------- | --------------- | --------------- | --------------------- | ---------- | ---------- | ----- | ----- | ------ | ------ |
| 2012/13                   | FC Sirnach      | Zwitserland     | 2. Liga Interregional | 7          | 0          | 1     | 0     | 8      | 0      |
| 2014/15                   | FC St. Gallen   | Zwitserland     | Super League          | 0          | 0          | 0     | 0     | 0      | 0      |
| 2015/16                   | FC St. Gallen   | Zwitserland     | Super League          | 0          | 0          | 0     | 0     | 0      | 0      |
| 2015/16                   | FC Wil          | Zwitserland     | Challenge League      | 2          | 0          | 0     | 0     | 2      | 0      |
| 2016/17                   | FC Wil          | Zwitserland     | Challenge League      | 0          | 0          | 0     | 0     | 0      | 0      |
| 2017/18                   | FC Wil          | Zwitserland     | Challenge League      | 7          | 0          | 0     | 0     | 7      | 0      |
| 2018/19                   | FC Kreuzlingen  | Zwitserland     | 2. Liga Interregional | 25         | 0          | 1     | 0     | 26     | 0      |
| Totaal senioren           | Totaal senioren | Totaal senioren | Totaal senioren       | 41         | 0          | 2     | 0     | 43     | 0      |
| Carrièretotaal            | Carrièretotaal  | Carrièretotaal  | Carrièretotaal        | 96         | 0          | 2     | 0     | 98     | 0      |
| Bijgewerkt op 6 juli 2019 |                 |                 |                       |            |            |       |       |        |        |